# Cançoner Vega-Aguiló
El Cançoner Vega-Aguiló és un cançoner que conté essencialment poesia catalana i occitana, tot i que també s'hi troben algunes peces castellanes i franceses. Datat entre 1420 i 1430, es conserva a la Biblioteca Nacional de Catalunya, amb els números 7 i 8 (està enquadernat en dos toms tot i que és el mateix cançoner).
És important perquè ha transmès l'obra de molts poetes catalans anteriors a Ausiàs March, del segle xii i xiii. És l'únic testimoni que ha transmès l'obra coneguda de poetes catalans de la segona meitat del segle xiv i el principi del segle xv com Gilabert de Próixita, Andreu Febrer, Melcior de Gualbes, Lluís Icart i Joan Basset.

## Poetes del cançoner
| - Uguet del Vallat - Gilabert de Próixita - Pere March - Andreu Febrer - Melcior de Gualbes - Lluís Icart - Rajadell - Arnau March - Jordi de Sant Jordi - Joan Basset - Gabriel Ferrús - Guerau de Massanet | - Jaume Bonet - Joan d'Olivella - A. de Montanyans - Francesc de la Via - Narcís de Sant Dionís - Jacme Escrivà - Joan Sesavasses - Pardo - Ivany - Peires de Rius - Guillem de Cabestany - Peire Cardenal | - Ramon Berenguer V de Provença - Cadenet - Arnaut de Maruelh - Blacasset - Folquet de Marselha - Uc de Saint-Circ - Pèire Vidal - Peire Català - Bernart de Ventadorn - Jutge d'Aurena - Arnaut Daniel - Guilhem de Saint-Leidier | - Pere el Gran - Reina de Mallorca - Rigaut de Berbezilh - Pistoleta - Ponç d'Ortafà - Raimbaut de Vaqueiras - Capellà de Bolquera - Guilhem de Montanhagòl - Cerverí de Girona - Joan Ramon Ferrer - Bernat de Palaol - Aimeric de Peguilhan | - Joseta - Pere Tresfort - Bernat Metge - Vicenç Comes - Guillem de Torroella - Guillaume de Machaut - Oton de Grandson - Jean de Garencières - Raimon de Cornet - Lesparre - Figueres |